# Randy Bülau
Randy Bülau (* 24. November 1981 in Flensburg) ist eine ehemalige deutsche Handballspielerin.

## Karriere
Bülau spielte im Seniorenbereich zuerst für ein Jahr beim HC Niederndodeleben. Anschließend wechselte die Rückraumspielerin 2000 zum Aufsteiger SC Germania List nach Hannover. Nach dem Abstieg spielte sie dort noch weitere zwei Jahre in der 2. Bundesliga. 2003 wechselte Bülau zum Bundesligaaufsteiger SC Buntekuh, den sie nach verpassten Klassenerhalt in Richtung Dänemark verließ.
Mit dem südjütländischen Verein SønderjyskE stieg Bülau 2005 in die höchste dänische Spielklasse auf. Nach einer Saison in der Toms Ligaen wechselte sie zum Zweitligisten TSV Nord Harrislee, für den auch ihre Schwester Bente spielte. 2008 schloss sie sich dem Bundesligisten Buxtehuder SV an. Gleich in ihrem ersten Jahr für das Buxtehuder Team, wurde sie mit großer Mehrheit zur Spielerin der Saison gewählt. Im Jahr 2010 gewann sie mit Buxtehude den EHF Challenge Cup und 2015 den DHB-Pokal. Im März 2016 gab sie ihre Schwangerschaft und ihr Karriereende bekannt. Für Buxtehude bestritt sie insgesamt 173 Spiele in der Bundesliga, in denen sie 627 Treffer erzielte.
Bülau absolvierte zwölf Länderspiele für die deutsche Nationalmannschaft, in denen sie sieben Tore warf.

## Privates
Randy Bülau ist verheiratet und hat drei Kinder.